# Campagnola bella
Campagnola bella è un film del 1976, diretto da Luca Delli Azzeri (al secolo Mario Siciliano).

## Trama
In un paesino dell’Italia centrale tutti i notabili, invece di dedicarsi ai problemi contingenti,cercano di spassarsela con le donne disponibili di turno, una delle quali è la prostituta Felicetta, un’altra la giovane Letizia. Le due, in un primo tempo in balia dei lascivi compaesani, si vendicano in seguito legandosi a due giovani e aitanti militari accampatisi nei pressi del paese.